# Mistrzostwa Świata FIBT 1973
Mistrzostwa Świata FIBT 1973 odbyły się w dniu 15 lutego 1973 w amerykańskiej miejscowości Lake Placid, gdzie rozegrano konkurencję męskich dwójek i czwórek bobslejowych.

## Dwójki
- Data: 15 lutego 1973

| Miejsce | Państwo    | Zawodnik                             | Czas |
| ------- | ---------- | ------------------------------------ | ---- |
| 1       | RFN        | Wolfgang Zimmerer Peter Utzschneider | -    |
| 2       | Szwajcaria | Hans Candrian Heinz Schenker         | -    |
| 3       | Rumunia    | Ion Panțuru Dumitru Focșeneanu       | -    |

## Czwórki
- Data: 15 lutego 1973

| Miejsce | Państwo    | Zawodnik                                                                 | Czas |
| ------- | ---------- | ------------------------------------------------------------------------ | ---- |
| 1       | Szwajcaria | René Stadler Werner Camichel Erich Schärer Peter Schärer                 | -    |
| 2       | Austria    | Werner Delle Karth Walter Delle Karth Hans Eichinger Fritz Sperling      | -    |
| 3       | RFN        | Wolfgang Zimmerer Stefan Gaisreiter Walter Steinbauer Peter Utzschneider | -    |

## Tabela medalowa
| Miejsce | Państwo    |   |   |   | Razem |
| ------- | ---------- | - | - | - | ----- |
| 1.      | Szwajcaria | 1 | 1 | 0 | 2     |
| 2.      | RFN        | 1 | 0 | 1 | 2     |
| 3.      | Austria    | 0 | 1 | 0 | 1     |
| 4.      | Rumunia    | 0 | 0 | 1 | 1     |